# Gauja (miejscowość)
Gauja – wieś na Łotwie, w krainie Liwonia, w novadsie Ādaži. Według danych na rok 2012, w miejscowości mieszkało 489 osób.
Znajduje się tu przystanek kolejowy Gauja, położony na linii Ryga – Skulte.